# Łada (dopływ Kamieniczki)
Łada – potok w południowo-zachodniej Polsce, w woj. dolnośląskim, w Górach Izerskich i na Pogórzu Izerskim, prawy dopływ Kamieniczki, długość 4,0 km, źródła na wysokości ok. 675 m n.p.m., ujście – ok. 425 m n.p.m.

## Opis
Wypływa z północno-wschodnich zboczy Tłoczyny w Grzbiecie Kamienickim Gór Izerskich. Powstaje z połączenia kilku bezimiennych potoków. Płynie w kierunku północno-wschodnim przez Proszową, gdzie skręca na wschód i uchodzi do Kamieniczki w górnej części Nowej Kamienicy.

## Kontrowersje
Na mapie Gór Izerskich jeszcze inny potok nosi nazwę „Łada”, jest to Jaroszycki Potok, płynący bardziej na południe i również uchodzący do Kamieniczki.